# Samtgemeinde Ostheide
La comunità amministrativa di Ostheide (Samtgemeinde Ostheide) si trova nel circondario di Luneburgo nella Bassa Sassonia, in Germania.

## Suddivisione
Comprende 6 comuni:
1. Barendorf
2. Neetze
3. Reinstorf
4. Thomasburg
5. Vastorf
6. Wendisch Evern

Il capoluogo è Barendorf.